# Stazione di Ōsakasayama
La stazione di Ōsakasayama (大阪狭山駅?, Ōsakasayama-eki) è una stazione ferroviaria della città omonima, nella prefettura di Osaka, gestita dalle Ferrovie Nankai e servita dalla linea Kōya; fermano i treni locali, semiespressi e subespressi.

## Linee e servizi
Ferrovie Nankai
● Linea Nankai Kōya

## Struttura
La stazione è dotata di due marciapiedi laterali con due binari passanti in superficie, collegati al fabbricato viaggiatori, posto sopra i binari, da scale fisse e ascensori.
| 1 | ● Linea Nankai Kōya | per Kawachinagano, Hashimoto e Kōyasan            |
| 2 | ● Linea Nankai Kōya | per Nakamozu, Sakai-Higashi, Shin-Imamiya e Namba |

## Stazioni adiacenti
| «                 | Servizio           | »                 |
| Linea Nankai Kōya | Linea Nankai Kōya  | Linea Nankai Kōya |
| ----------------- | ------------------ | ----------------- |
| Sayama            | Locale             | Kongō             |
| Sayama            | Semiespresso       | Kongō             |
| Sayama            | Espresso sezionale | Kongō             |
| Transito          | Espresso           | Transito          |
| Transito          | Espresso Rapido    | Transito          |
| Transito          | Espresso Limitato  | Transito          |